# Sergentomyia choumarai
Sergentomyia choumarai är en tvåvingeart som först beskrevs av Emile Abonnenc 1960.  Sergentomyia choumarai ingår i släktet Sergentomyia och familjen fjärilsmyggor.
Artens utbredningsområde är Somalia. Inga underarter finns listade i Catalogue of Life.